# Real provisión

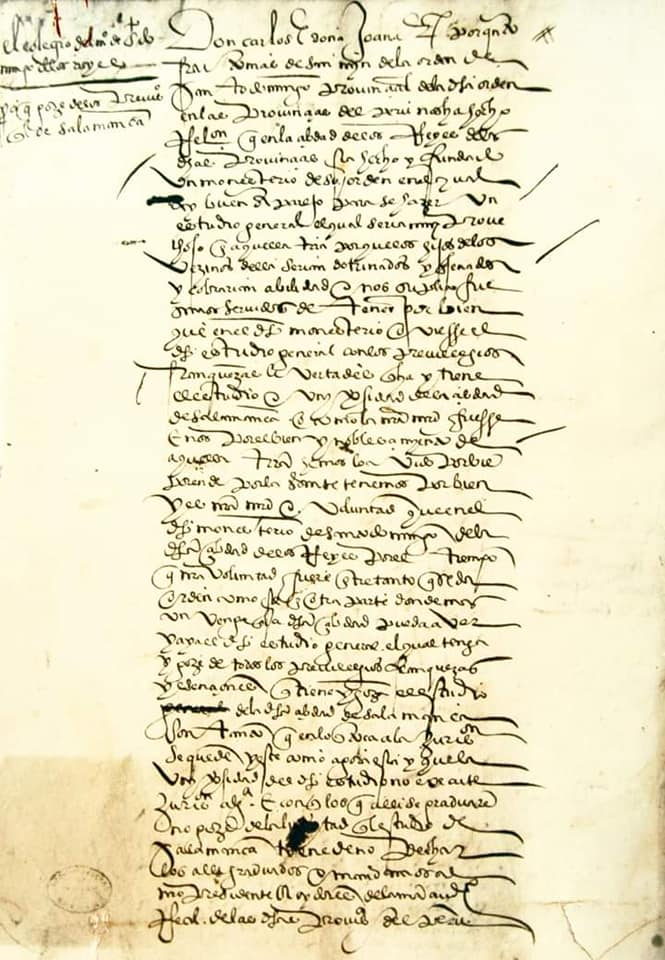
Real Provisión del 12 de mayo de 1551 que funda la actual Universidad Nacional Mayor de San Marcos, la universidad más antigua de América.

La real provisión fue un tipo de disposición jurídico-administrativa a medio camino entre la ley y las ordenanzas o cédulas reales, de uso muy común en el Reino de Castilla desde el siglo XIII al siglo XVI, y que tenían como objetivo regular y proveer actos de gobernación y administración de cierta importancia y entidad y resolver y reglamentar materias y asuntos de orden público fundamentalmente, y que eran emitidas por el rey y firmadas por este, o bien con su consentimiento, por el Consejo de Castilla, Órdenes Militares o las Chancillerías.
Su entrada en vigor exigía la máxima publicidad por parte de las autoridades y su parecido con las leyes era tal que se asemejaban a ellas en estructura, cláusulas, garantías y grado de obligatoriedad, y así eran tenidas en muchas ocasiones por leyes. Las diferenciaba de estas, en teoría, el ámbito -que en la ley era de carácter general y no especial-, y que las leyes precisaban la voluntad de las Cortes que las aprobaban o, al menos, no las cuestionaban.
En realidad, sobre todo a partir de finales del siglo XIV, las Provisiones Reales son utilizadas por la monarquía como el único instrumento de crear derecho nuevo, olvidando los procedimientos. Esta situación es fruto del carácter absolutista que va adquiriendo la Corona frente a la nobleza, cuyo papel se ve disminuido con la caída del feudalismo.